# Hypertenze
Arteriální hypertenze, často jen hypertenze, hypertonus nebo zvýšený krevní tlak, je onemocnění, při kterém je chronicky zvýšený tlak krve v cévním řečišti. Ten má přímý vztah k rozvoji cévní mozkové příhody a ischemické choroby srdeční, která vede ke vzniku infarktu myokardu. Tyto choroby postihující oběhovou soustavu patří k nejčastějším příčinám úmrtí v průmyslových zemích. Arteriální hypertenzi tak lze považovat za jedno z civilizačních onemocnění, její výskyt stoupá úměrně s dosaženým stupněm civilizačního vývoje společnosti. V Česku v roce 2004 ze všech úmrtí připadalo na choroby kardiovaskulární soustavy 51,4 %. V roce 2024 se s hypertenzí v Česku léčilo více než 2,2 miliónu osob.
Tlak v cévním řečišti a v jednotlivých srdečních oddílech je závislý na síle srdečních stahů, rezistenci (odporu) cévního řečiště a aktuálním krevním volumu (objemu). Pokud je krevní tlak dlouhodobě (chronicky) zvýšený, vede to postupně k poškození cév a následným nemocem, které mohou postihnout celý organismus (hluboká žilní trombosa, infarkt myokardu, plicní embolie). Krevní tlak se vyjadřuje ve dvou hodnotách. Jako optimální se uvádí tlak 120 na 80 mm rtuťového sloupce. První hodnota odpovídá systolickému tlaku (tlak, který odpovídá fázi srdečního stahu), což je nejvyšší tlak, jaký je srdce schopno při svém stahu vytvořit. Druhý tlak odpovídá diastolickému tlaku, což je nejnižší tlak v srdci a odpovídá době plnění srdce krví. Krevní tlak se ovšem mění v závislosti na věku, což je způsobeno pružností arteriální stěny. Starší jedinci mají zhoršenou elasticitu cévní stěny a ta proto hůře vstřebává sílu tlakové vlny krve, která na ni působí při systole, což se projeví zvýšením systolického tlaku krve. Hodnoty tlaku 140/90 mmHg jsou i tak považovány za hraniční. V listopadu roku 2017 vydaly americké The American College of Cardiology (ACC) a the American Heart Association (AHA) nové doporučené postupy, kde je hranice hypertenze snížena na 130/80, zatím však tato změna nebyla obecně akceptována a uvedena do praxe.

## Epidemiologie
Světově zhruba třetina dospělých trpí hypertenzí a tento podíl se globálně nezměnil mezi lety 1990 a 2019, byť v absolutních číslech se počet zdvojnásobil. Onemocnění arteriální hypertenzí se v průmyslových zemích od 80 let konstantně zvyšuje.[zdroj?] V západních průmyslových zemích žije přibližně každý druhý dospělý s krevním tlakem vyšším než 140/90 mm Hg. Ve věkové skupině mezi 25 a 29 lety jet krevní tlak u přibližně každé desáté ženy a přibližně každého čtvrtého muže zvýšený. Se stoupajícím věkem se zvyšuje i počet lidí trpících hypertenzí. V populaci nad 60 let má normální krevní tlak přibližně každý čtvrtý. V Německu je nejvyšší prevalence pro hypertenzi v Evropě a úmrtnost (mortalita) na cévní mozkovou příhodu stojí na předních místech v Evropě. Hypertenze je jedna z nejčastějších případů v praxi praktických lékařů.
Jeden z důležitých faktorů podporujících hypertenzi může být stres z pracovního zatížení. Mezi pracujícími ve věku 44 let mělo jen 35 % normální tlak a ze skupiny pacientů s hypertenzí léčených antihypertenzivy mělo jen 7,5 % normální krevní tlak. To ukázala měření, která byla prováděna během pracovního výkonu, po dobu 5 let. Optimální cílové hodnoty krevního tlaku nejsou v Německu často dosaženy: maximálně každý pátý hypertonik v Německu má tlak pod 140/90 nebo při zvýšeném riziku (např. diabetu) pod 130/80 mmHg. Z 20 milionů lidí trpících v Německu hypertenzí je pouze 10 % mužů a 21 % žen správně léčeno. Přibližně 75 % diabetiků s hypertenzí je léčeno, ale jen 7,5 % dosahuje cílových hodnot 130/80 mmHg.
V Rakousku považují toto onemocnění za vážnou hrozbu, avšak jen cca 50 % zná hodnoty svého krevního tlaku – na rozdíl od USA, kde 70 % dotázaných tyto hodnoty zná. V Rakousku je známo přibližně 1 milion hypertoniků, z čehož vyplývá, že další 1 milion o své nemoci neví. Krom toho se v Rakousku léčí jen cca 30 % pacientů s hypertenzí. Z těchto je jen 10 % nastaveno tak, že se u nich dá hovořit o uspokojivých výsledcích, ačkoli si 55% ošetřujících lékařů myslí, že pacienti jsou nastaveni dobře.

## Klasifikace hypertenze
| Krevní tlak                     | Systolický [mmHg] | Diastolický [mmHg] |
| ------------------------------- | ----------------- | ------------------ |
| Ideální hodnoty                 | 120               | 80                 |
| Normotenze                      | 140 a méně        | 90 a méně          |
| Mírná hypertenze                | 140–179           | 90–104             |
| Středně těžká hypertenze        | 180–199           | 105–114            |
| Těžká hypertenze                | 200 a víc         | 115 a víc          |
| Izolovaná systolická hypertenze | 160 a víc         | 89 a méně          |

(Dle WHO)

## Příznaky
Hypertenze probíhá většinou bez příznaků nebo způsobuje při masivním vzestupu tlaku často nespecifické potíže jako bolesti hlavy, závratě, epistaxi (krvácení z nosu) nebo únavu. Při masivně zvýšeném tlaku můžeme pozorovat námahovou dušnost (dyspnoe), anginu pectoris, nevolnost, poruchy vidění. Pokud není hypertenze stanovena kontrolním měřením, projeví se často až při vzniku pozdních příznaků (komplikací).

## Rizikové faktory
Rizikovými faktory pro její vznik jsou obezita, vysoký věk, nevhodný životní styl (např. nevhodné složení stravy, stres, kouření), svou roli ovšem hrají i dědičné předpoklady ke vzniku tohoto onemocnění. Příčinou může být také jiné onemocnění, např. ledvin (viz renální hypertenze), žláz s vnitřní sekrecí nebo oběhové soustavy – v takovém případě mluvíme o tzv. sekundární arteriální hypertenzi.

## Příčiny
Rozlišujeme primární a sekundární arteriální hypertenzi. Z toho vyplývá, že hypertenze může být následkem jiného onemocnění (sekundární) nebo samostatná choroba (primární). Samostatným onemocněním s odlišnými příčinami, projevy a následky je plicní hypertenze – hypertenze v plicním oběhu, dále portální hypertenze nebo renální hypertenze.
Neléčený vysoký krevní tlak koreluje s vývojem dalších onemocnění oběhové soustavy (ateroskleróza, cévní mozkové příhody, ischemická choroba srdeční, další choroby související s poškozením cévní stěny, choroby způsobené zhoršením orgánového prokrvení).

### Sekundární hypertenze
Sekundární hypertenze je onemocnění, jehož příčinou je jiné základní onemocnění. To je případ 5–15 % všech hypertenzních pacientů. Kromě zde popsaných, přičítáme k formám hypertenze i přechodné formy způsobené medikamenty, onemocněním nebo těhotenstvím. Minimálně teoreticky jsou všechny tyto formy kausálně léčitelné vyléčením základní choroby.

### Onemocnění ledvin
Akutní nebo chronické zánětlivé onemocnění ledvin nebo v oblasti ledvin, cysty, nádory nebo cevní změny na arteria renalis nebo ostatních cévách ledvin (stenoza renálních artérií).

### Hormonální poruchy
Různé onemocnění jako například Connův syndrom (klasická nebo normokalemická forma), feochromocytom, adrenogenitální syndrom nebo akromegalie mohou narušit hormonální rovnováhu a následně vést k arteriální hypertenzi.
Vrozené vývojové vady srdce a velkých cév. U stenózy isthmu aorty dochází k zúžení aorty v jejím oblouku a nárůstu tlaku a srdeční práce nutné k překonání této překážky.

### Primární (esenciální) hypertenze
85–95 % pacientů je diagnostikováno jako primární hypertonici (bez dalšího onemocnění, které by způsobovalo hypertenzi) a musí být dlouhodobě nebo doživotně léčeni prostředky snižujícími krevní tlak. Příčina hypertenze u těchto pacientů je multifaktoriální (má více příčin) a není detailně objasněna. Proto je primární hypertenze konečná diagnosa až po vyloučení všech jiných okolností a onemocnění, které by ji mohly způsobovat.

### Rozdělení dle postižení orgánů
Hypertenze se podle stupně poškození cév, očí, srdce, ledvin atd. podle doporučení WHO dělí na tři stupně:
1. hypertenze bez orgánových změn (minimální změny)
2. hypertenze s orgánovými změnami (např. fundus hypertonikus, tvorba plaků ve velkých cévách)
3. hypertenze s manifestními kardiovaskulárními projevy (angina pectoris, infarkt myokardu, cévní mozková příhoda)

## Následné komplikace
Hypertenze je rizikový faktor pro vývoj arteriosklerosy. K hypertenzi se přidává jako rizikový faktor ještě obezita a další rizikové faktory jako jsou diabetes mellitus (cukrovka) nebo poruchy metabolismu tuků (zvýšený cholesterol, LDL a snížený HDL) což představuje výrazně zvýšené riziko pro vznik vážných onemocnění kardiovaskulárního systému.
Dle údajů německé ligy pro hypertenzi je 45 % úmrtí u mužů a 50 % u žen způsobeno nemocemi srdce a oběhového systému, které stojí ruku v ruce s arteriální hypertenzí, jako například ischemická choroba srdeční, infarkt myokardu, srdeční selhání, selhání ledvin, cévní mozková příhoda a ischemická choroba tepen.
Incidence ischemické choroby srdeční závisí lineárně na hodnotách krevního tlaku; stoupá od 10/10000 osob a rok (u normotenzních) až na 60/10000 osob a rok (se systolickým tlakem nad 180mmHg). Protože pacientů s lehce nebo středně zvýšeným tlakem je více než osob s extrémně vysokým tlakem, je nejvíce případů právě u osob se středně nebo lehce zvýšeným tlakem. To také znamená, že právě tito lidé jen s mírně zvýšeným tlakem musí být diagnostikováni a léčeni, aby se snížily počty úmrtí na toto onemocnění.
Hypertenze je po kouření cigaret druhým nejdůležitějším a zároveň nejčastějším rizikovým faktorem pro vznik kardiovaskulárního onemocnění. V dnešní době každé druhé úmrtí v Německu a Rakousku je způsobeno kardiovaskulárními chorobami. Jen 16000 Rakušanů zemře ročně na infarkt myokardu.

### Další poškození orgánů
Vysoký krevní tlak může způsobit i změny v kapilární síti oka, takže dochází ke stavu nazývaném fundus hypertonikus nebo při dlouhodobém působení a hypertenzních krizích může dojít až k hypertenzní retinopatii. Mimo to jsou poškozovány i ledviny což postupně vede k poruše jejich funkce.

### Hypertenzní krize
Hypertenzní krize je náhle vzniklá dysegulace krevního tlaku v systémovém oběhu s hodnotami tlaku vyššími než 230/130 mmHg. Tato krize bývá většinou provázena příznaky jako bolest hlavy, nevolnost, zvracení, někdy i křečemi a je zvýšené riziku vzniku akutního krvácení do mozku nebo selhání srdeční činnosti. Tento stav vyžaduje urgentní nemocniční léčbu.

## Diagnostika
Diagnostika zahrnuje opakované měření krevního tlaku, pátrání po příčinách vzniku(viz sekundární hypertenze) a poškození jiných orgánů.

### Měření krevního tlaku

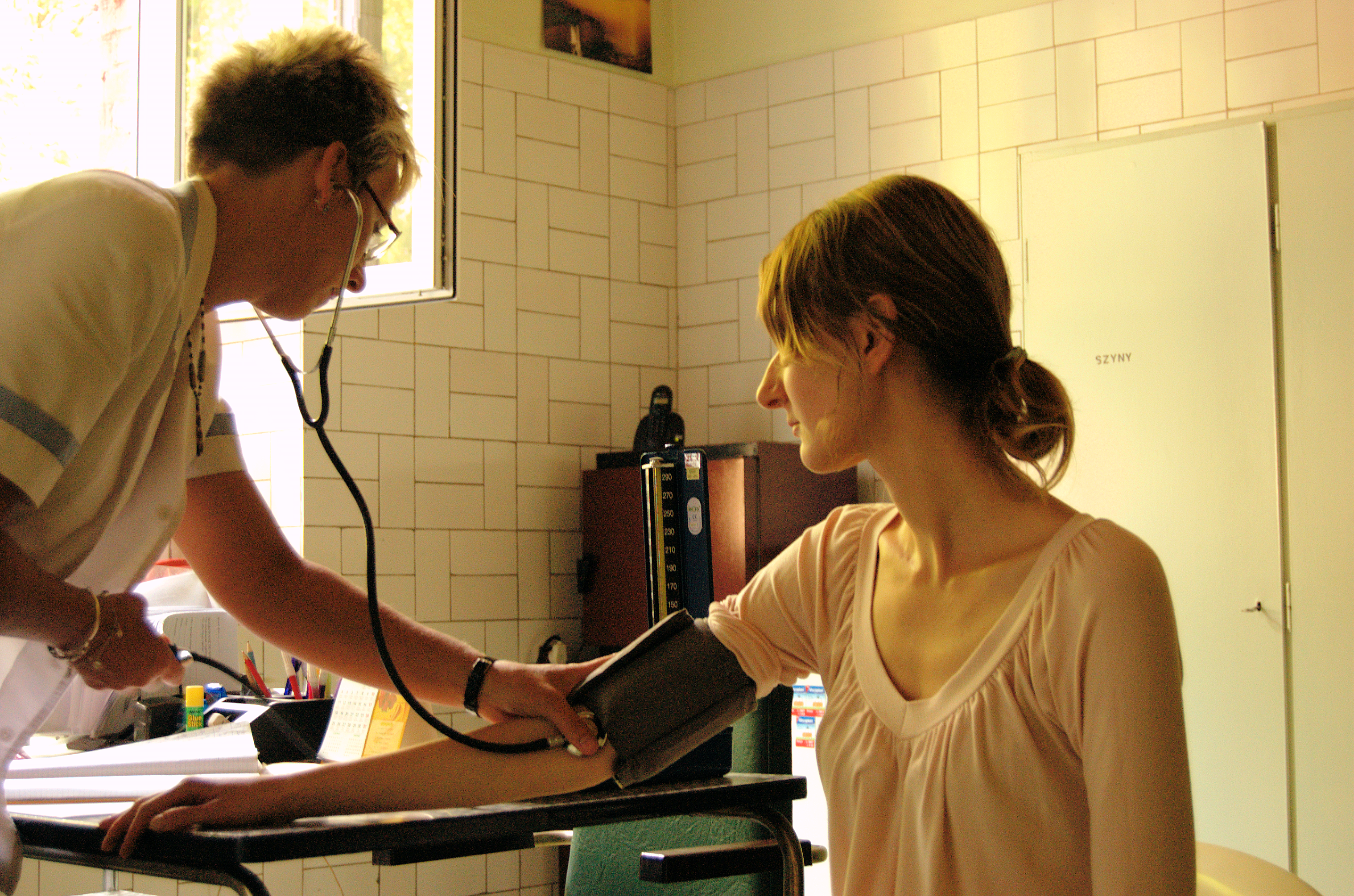
Měření krevního tlaku

Měření krevního tlaku se nejčastěji provádí nekrvavou cestou pomocí metody, kterou zavedl Riva-Rocci. Měří se pomocí manžety připevněné k paži. Manžeta by měla být u dospělých 12 cm široká u obézních jedinců i větší. Původní metoda spočívala v napumpování manžety a sledování výšky slupce rtuti v tonometru, při tom lékař palpoval puls na pacientově ruce distálně od manžety (dole od manžety). Dnes už se takto měří jen ve výjimečných případech. Tato metoda byla modifikována Krotkovem, který pulz nehmatal, ale poslouchal zvuky pulsové vlny stetoskopem. Tato metoda se používá dodnes.
Krevní tlak se proto uvádí v milimetrech rtuťového sloupce nebo torrech (mmHg, torr). Nejpřesnější metodou měření krevního tlaku je dnes měření krvavou cestou katetry zaváděnými přímo do arteriálního nebo žilního řečiště pacienta a umožňují přesné měření tlaku na různých místech v pacientově těle, např. v plicích nebo jednotlivých srdečních oddílech. Takovéto měření se používá v některých případech na jednotkách resuscitační péče nebo při složitých operacích na srdci, plicích nebo při neurochirurgických zákrocích.
Fenomén, při němž lidé s jinak normálním krevním tlakem, při měření tlaku lékařem mají opakovaně zvýšené hodnoty krevního tlaku se často označuje jako „syndrom bílého pláště“. Při těchto stavech musí být krevní tlak sledován domácím měřením krevního tlaku pacientem osobně nebo 24hodinovým měřením tlaku. Hypertenzní spičky při námaze je možno také odhalit zátěžovou ergometrií.

### Další vyšetření
Vedle anamnézy a fyzikálního vyšetření, které patří v praxi lékaře k nejdůležitějším, se dále používá laboratorní diagnostika pro vyšetření krve a moči, EKG, echokardiografie a oftalmoskopie a řada dalších vyšetření, které slouží ke stanovení příčiny hypertenze a stupně poškození dalších orgánů.

## Terapie
Snížení horní hodnoty tlaku o průměrně 12 mmHg po dobu 10 let se předejde u 11 léčených pacientů jednomu smrtelnému případů (Number needed to treat, NNT). Hypertenze může být léčena změnou životního stylu (více pohybu, méně stresu, zanechání kouření), změnou stravy (méně soli, méně živočišných tuků, dostatek vlákniny…) nebo léky na snížení krevního tlaku – antihypertenzivy.

### Všeobecná opatření
Změna životního stylu hraje hlavní roli při terapii hypertenze. Mělo by to být první opatření před nasazením medikamentózní léčby, ale měli by se tak chovat i pacienti, kteří jsou již pro hypertenzi léčeni medikamentózně. Faktory, které mohou snížit krevní tlak a riziko vzniku kardiovaskulárních onemocnění jsou:
- přestat kouřit
- snížit hmotnost
- omezit pití alkoholických nápojů
- tělesný pohyb/ sport
- redukce příjmu soli[6]
- vyvážená strava s velkým podílem ovoce, zeleniny, omezení tuků

### Medikamentózní terapie
Pokud má pacient krom hypertenze ještě další onemocnění např. diabetes mellitus nebo poškození kardiovaskulárního systému a orgánové změny způsobené hypertenzí, nemělo by se s léčbou otálet. To samé platí pokud i přes změnu životního stylu nedošlo k úpravě hypertenze.
Terapie u jednotlivých pacientů se mění v závislosti na rizikových faktorech. U zdravého nekuřáka může být hypertenze medikamentózně léčena např. až od hodnot 160mmHg (guideline des Deutschen hochdruck liga), na rozdíl do diabetika kuřáka, u kterého se začíná s medikamentózní terapií už při hodnotách nad 130mmHg. Stejně rozdílné jsou i cílové hodnoty tlaků, kterých chceme terapií dosáhnout. Obézní pacient s ischemickou chorobou srdeční by se měl držet v hodnotách pod 130/80mm Hg, zdravý jedinec může být medikamentózně nastaven na 140/85mmHg.
Pro terapii medikamenty se používají léky označované jako antihypertenziva:
- diuretika
- vazodilatancia
- blokátory vápníkových kanálů
- betablokátory
- alfablokátory
- ACE inhibitory
- AT1 antagonisté

Volba léku závisí na věku pacienta, přidružených onemocněních a jiné pacientově medikaci. Existují doporučení pro volbu terapie pro jednotlivé skupiny pacientů.

#### Monoterapie
Při nastavení terapie je třeba pečlivě vybrat preparát a odpovídající dávku na kterou pacient dobře reaguje a nevykazuje žádné vedlejší účinky.
Lékem volby pro monoterapii jsou ACE inhibitory, diuretika, betablokátory, AT1 antagonisté… Pokud do tří měsíců nedojde ke zlepšení můžeme přejít k dvojkombinaci.

#### Dvojkombinace
Tento způsob terapie využívá vzájemné potenciace některých skupin léků. Např. Diuretikum + betablokátor nebo ACE inhibitor nebo AT1 antagonista.

#### Trojkombinace
Při neúspěchu terapie kombinací dvou léků se přistupuje k trojkombinaci.

## Hypertenze rezistentní na terapii
Je definována jako hypertenze i přes léčbu troj- nebo i kombinací více léčiv snižujících tlak, z nichž je alespoňjedno diuretikum. U přibližně 20–30 % hypertoniků je známa rezistence na terapii, především ve vysokém věku a u obézních. Často je příčinou rezistence jiné přidružené onemocnění, nejčastěji hyperaldosteronismus nebo feochromocytom, syndrom spánkové apnoe, chronické onemocnění ledvin, stenóza renální arterie. Proto by u každého pacienta rezistentního na terapii měl být stanoven kvocient aldosteron/renin a vyloučen hyperaldosteronismus i přesto, že hladina Kalia v krevním séru bude normální. Při podávání Spironolaktonu v nízkých dávkách (25 mg/d) nebo amiloridu k standardní terapii se ve většině případů podaří dosáhnout snížení tlaku nezávisle na hodnotě kvocientu aldosteron/renin. Riziko vzniku hyperkalemie je malé, ale přesto se doporučují hodnoty sérového kalia kontrolovat, zejména u pacientů s chronickým onemocněním ledvin, diabetem, starých pacientů nebo při současném podávání ACE inhibitorů nebo AT1 antagonistů.